# Ranunculus pilifer
Ranunculus pilifer är en ranunkelväxtart som först beskrevs av F.J.F.Fisher, och fick sitt nu gällande namn av Peter B. Heenan och P.J.Lockh.. Ranunculus pilifer ingår i släktet ranunkler, och familjen ranunkelväxter. Inga underarter finns listade i Catalogue of Life.